# Mistrovství Rakouska v rallye

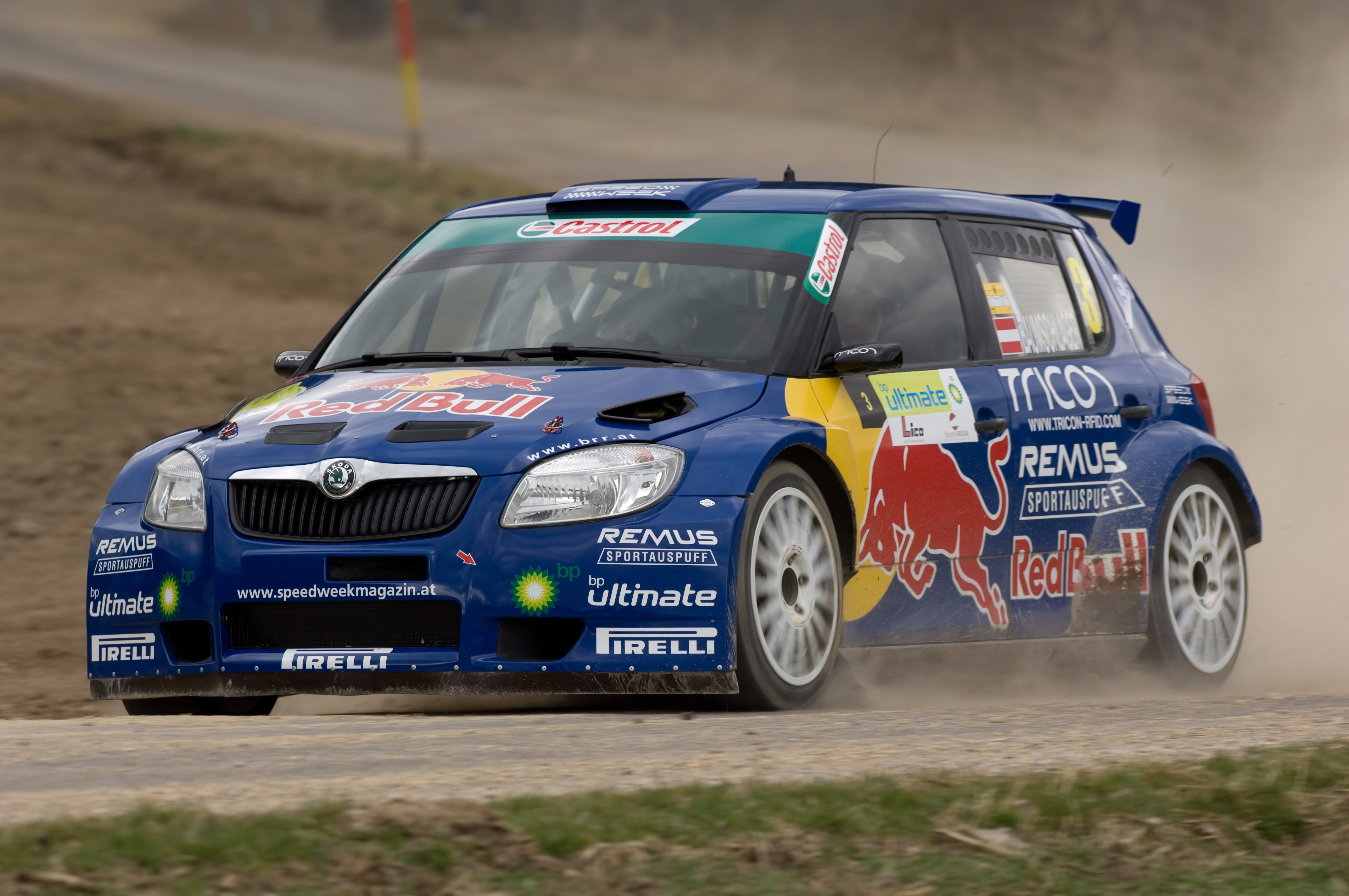
Raimund Baumschlager v roce 2009 se Škodou Fabia S2000

Mistrovství Rakouska v rallye (německy: Österreichische Rallye-Staatsmeisterschaft) je rakouské národní mistrovství v rallye. Zatím nejúspěšnějším jezdcem je Raimund Baumschlager se čtrnácti tituly.

## Homologovaná vozidla
Počínaje rokem 2014 byla vozidla účastníků rozdělena do pěti divizí, ve kterých byla zaregistrována následující vozidla:
- Divize I: Automobily skupin S2000-T, S2000-A, R4, R5, RGT, RGT-National a N + 2000ccm
- Divize II: Automobily s pohonem dvou kol skupiny A a N -2 000 ccm včetně dieselových vozidel, Super 1600, souprav a skupin R1, R2 a R3

V roce 2013 byly ostatní divize sloučeny do Poháru OSK.

## Hodnocení
Každoročně se koná několik soutěží, jejichž výsledky jsou do mistrovství započítávány. Účastníci získávají body za umístění v jednotlivých soutěžích. Ten, kdo na konci sezóny nasbíral nejvíce bodů v divizi I, se stává rakouským mistrem v rallye. Od roku 2011 se také koná mistrovství 2WD, ve kterém je udělen titul řidiči s nejvyšším počtem bodů v Divizi II pro vozidla s pohonem dvou kol.
Za 1. až 15. místo se body udělují následujícím způsobem:
| Místo | 1. | 2. | 3. | 4. | 5. | 6. | 7. | 8. | 9. | 10. | 11. | 12. | 13. | 14. | 15. |
| ----- | -- | -- | -- | -- | -- | -- | -- | -- | -- | --- | --- | --- | --- | --- | --- |
| Body  | 20 | 18 | 16 | 14 | 12 | 10 | 9  | 8  | 7  | 6   | 5   | 4   | 3   | 2   | 1   |

Do šesti soutěží za sezónu jsou do celkového hodnocení započítávány výsledky ze všech rallye. V případě sedmi rallye nebude brán v úvahu jeden výsledek, v případě více než sedmi rallye nebudou brány v úvahu dva výsledky.

## Rakouští mistři v rallye
| Rok  | Jezdec               | Spolujezdec             | Vůz                         |
| ---- | -------------------- | ----------------------- | --------------------------- |
| 1966 | Walter Pöltinger     |                         | Porsche                     |
| 1967 | Gernot Fischer       |                         | MGB                         |
| 1968 | Walter Roser         |                         | Renault 8                   |
| 1969 | Walter Pöltinger     |                         | VW Käfer                    |
| 1970 | Hans Siebert         |                         | Alfa Romeo/Volkswagen       |
| 1971 | Gernot Fischer       |                         | VW Käfer                    |
| 1972 | Günther Janger       |                         | VW Käfer                    |
| 1973 | Klaus Russling       |                         | Porsche                     |
| 1974 | titul nebyl udělen   | titul nebyl udělen      | titul nebyl udělen          |
| 1975 | Klaus Russling       |                         | Porsche                     |
| 1976 | Franz Wittmann sen.  |                         | Opel Kadett GT/E            |
| 1977 | Franz Wittmann sen.  |                         | Opel Kadett GT/E            |
| 1978 | Franz Wittmann sen.  |                         | Opel Kadett GT/E            |
| 1979 | Franz Wittmann sen.  | Kurt Nestinger          | Porsche 911                 |
| 1980 | Franz Wittmann sen.  | Kurt Nestinger          | Porsche 911/Audi 80         |
| 1981 | Georg Fischer        | Michael Weinzierl       | Talbot Sunbeam-Lotus        |
| 1982 | Gerhard Kalnay       | Ferdinand Hinterleitner | Opel Ascona 400             |
| 1983 | Franz Wittmann sen.  | Kurt Nestinger          | Audi quattro                |
| 1984 | Franz Wittmann sen.  | Kurt Nestinger          | Audi quattro                |
| 1985 | Wilfried Wiedner     | Franz Zehetner          | Audi quattro                |
| 1986 | Georg Fischer        | Thomas Zeltner          | Audi Coupé quattro          |
| 1987 | Georg Fischer        | Thomas Zeltner          | Audi Coupé quattro          |
| 1988 | Franz Wittmann sen.  | Jörg Pattermann         | Lancia Delta HF Integrale   |
| 1989 | Franz Wittmann sen.  | Jörg Pattermann         | Lancia Delta HF Integrale   |
| 1990 | Ernst Harrach        | Jörg Pattermann         | Lancia Delta HF Integrale   |
| 1991 | Christoph Dirtl      | Jörg Pattermann         | Lancia Delta HF Integrale   |
| 1992 | Franz Wittmann sen.  | Jörg Pattermann         | Toyota Celica turbo 4WD     |
| 1993 | Raimund Baumschlager | Klaus Wicha             | Ford Escort Cosworth        |
| 1994 | Kurt Göttlicher      | Michael Moser           | Ford Escort Cosworth        |
| 1995 | Willi Stengg jun.    | Michael Moser           | Ford Escort Cosworth        |
| 1996 | Raphael Sperrer      | Ernest Loidl            | Renault Maxi Mégane         |
| 1997 | Kris Rosenberger     | Sigi Schwarz            | Toyota Celica GT-Four       |
| 1998 | Raphael Sperrer      | Judith Schachinger      | Renault Maxi Mégane         |
| 1999 | Achim Mörtl          | Jörg Pattermann         | Subaru Impreza WRC          |
| 2000 | Raphael Sperrer      | Per Carlsson            | Seat Cordoba WRC            |
| 2001 | Franz Wittmann sen.  | Heike Feichtinger       | Toyota Corolla WRC          |
| 2002 | Raphael Sperrer      | Per Carlsson            | Peugeot 206 WRC             |
| 2003 | Raimund Baumschlager | Klaus Wicha             | Mitsubishi Lancer Evo VII   |
| 2004 | Raimund Baumschlager | Klaus Wicha             | Mitsubishi Lancer Evo V     |
| 2005 | Raimund Baumschlager | Thomas Zeltner          | Mitsubishi Lancer Evo VII   |
| 2006 | Raimund Baumschlager | Bernhard Ettel          | Mitsubishi Lancer Evo VII   |
| 2007 | Raimund Baumschlager | Thomas Zeltner          | Mitsubishi Lancer Evo IX    |
| 2008 | Raimund Baumschlager | Thomas Zeltner          | Mitsubishi Lancer Evo IX    |
| 2009 | Raimund Baumschlager | Thomas Zeltner          | Škoda Fabia S2000           |
| 2010 | Raimund Baumschlager | Thomas Zeltner          | Škoda Fabia S2000           |
| 2011 | Beppo Harrach        | Andreas Schindlbacher   | Mitsubishi Lancer Evo IX R4 |
| 2012 | Raimund Baumschlager | Thomas Zeltner          | Škoda Fabia S2000           |
| 2013 | Raimund Baumschlager | Klaus Wicha             | Škoda Fabia S2000           |
| 2014 | Raimund Baumschlager | Thomas Zeltner          | Škoda Fabia S2000           |
| 2015 | Raimund Baumschlager | Thomas Zeltner          | Škoda Fabia R5              |
| 2016 | Hermann Neubauer     | Bernhard Ettel          | Ford Fiesta WRC RS          |
| 2017 | Raimund Baumschlager | Pirmin Winklhofer       | VW Polo R WRC               |
| 2018 | Niki Mayr-Melnhof    | Leopold Welsersheimb    | Ford Fiesta R5              |
| 2019 | Hermann Neubauer     | Anne Katharina Stein    | Ford Fiesta R5              |
| 2020 | titul nebyl udělen   | titul nebyl udělen      | titul nebyl udělen          |
| 2021 | Simon Wagner         | Gerald Winter           | Škoda Fabia Rally2 evo      |
| 2022 | Simon Wagner         | Gerald Winter           | Škoda Fabia Rally2 evo      |